# Mladen Pralija
Mladen Pralija (* 28. Januar 1959 in Šibenik, SFR Jugoslawien) ist ein ehemaliger jugoslawischer Fußballspieler und späterer kroatischer -trainer.

## Karriere
Mladen Pralija wurde vom Hamburger SV Anfang August 1987 als Nachfolger des entlassenen Stammtorhüters Uli Stein verpflichtet. Vor seinem Wechsel nach Hamburg weilte Pralija beim spanischen Zweitligisten Rayo Vallecano, bei dem er eigener Aussage nach aber lediglich einen Vorvertrag unterschrieben hatte. Zuvor spielte er beim jugoslawischen Erstligisten Hajduk Split. Empfohlen wurde er vom damaligen Trainer Josip Skoblar, der den HSV ab dieser Saison trainierte. Pralija erhielt vom HSV einen Vertrag bis 1989.
Sein Debüt gab Pralija am 8. August 1987 beim 0:6 gegen den damaligen Erzrivalen FC Bayern München. Er stand auch beim 2:8 bei Borussia Mönchengladbach am 26. September 1987 zunächst auf dem Platz, wurde allerdings bereits beim Stand von 1:3 wegen einer Kopfverletzung gegen Richard Golz ausgewechselt. Gleichwohl gab es auch hervorragende Spiele von Pralija (z. B. das 2:2 gegen den 1. FC Nürnberg am 11. September 1987), die in der Nachbetrachtung seiner Leistung jedoch kaum Berücksichtigung finden. Nach der Entlassung Skoblars wurde Pralija vom neuen Trainer Willi Reimann suspendiert, der ihm vor dem ersten Training über Sascha Jusufi als Übersetzer mitteilen ließ, auf ihn verzichten zu wollen. Seine Nachfolger beim HSV waren Heinz-Josef Koitka und Richard Golz. Pralija verließ den HSV mit einer Bilanz von 35 Gegentoren in 14 Spielen. Er äußerte sich später zu seiner schwierigen Zeit beim Hamburger SV, die er eine „bittere Erfahrung“ nannte: „Vom ersten Tag an war für mich die Situation völlig konfus. Ich hatte keine Wohnung, meine Frau Sonia war noch in Split, bekam wenig später unseren Sohn Ivan. Und ich allein in Hamburg. Keiner vom Verein half mir. Ich verstand die Sprache nicht.“ Er sagte, er sei der „Sündenbock für die schlechten Leistungen des HSV“ gewesen, so Pralija.
Im Juli 1988 wechselte er zurück zu Hajduk Split. Danach arbeitete Pralija als Trainer.